# Frisinnede Venstre
Frisinnede Venstre var et konservativt politisk parti i Norge. Partiet blev dannet i 1909, af udbrydere fra konservative og nationalistiske fløje i Venstre. Frisinnede Venstre havde også klare liberalistiske standpunkter, og lagde stor vægt på åndsfrihed, individualisme, klassisk økonomi og modstand mod absolutte holdninger, specielt i afholdssagen og målsagen. Partiet stod også for en strengere offentlig sparepolitik og større skattelettelser end Høyre. Frisinnede Venstres vælgergrundlag var en kompliceret sammensætning, men lederskabet var præget af mindre forretningsdrivende og sysselsatte i frie erhverv i byerne.
Frisinnede Venstre samarbejdet meget med Høyre, og fungerede som Høyres faste koalitionspartner i perioden 1908–1940.[6] De to partier stilede ofte fælleslister ved valg, og Frisinnede Venstre blev af enhver opfattet som et tillæg eller anneksparti til Høyre. Fra 1920erne havde mange af Frisinnede Venstres ledende skikkelser koblinger til propagandaorganisationen Fedrelandslaget. I 1932 skiftet partiet formelt navn til Frisinnede Folkeparti. I løbet af 1930erne smeltede partiorganisationen gradvis mere og mere sammen med Høyre, i 1936 mistet partiet sit sidste sæde i Stortinget, og i praksis forsvundet ud af politik herefter. Partiet ble ikke genrejst, og 2. verdenskrig blev partiet nedlagt, de sidste medlemmer gik over i Høyre.

## Formænd
- Trygve Swensen 1937–1939
- Rudolf Ræder 1936–1937
- Rolf Thommessen 1933–1936
- Einar Greve 1931–1933
- Anton Wilhelm Brøgger (fung.) 1930–1931
- P.A. Holm 1925–1930
- Karl Wilhelm Wefring 1924–1925
- Oluf Müller 1922–1924
- Bernt Holtsmark 1918–1922
- Erik Enge 1915–1918
- William Nygaard 1912–1915
- Magnus Halvorsen 1910–1912
- Abraham Berge 1909–1910

## Valghistorie
Stortings valgresultater 1909–1936
| Valg | Opbakning (%) | Mandater |
| ---- | ------------- | -------- |
| 1909 | 41,41         | 23       |
| 1912 | 33,01         | 4        |
| 1915 | 28,71         | 1        |
| 1918 | 30,41         | 10       |
| 1921 | 33,41         | 15       |
| 1924 | 32,51         | 11       |
| 1927 | 1,4           | 2        |
| 1930 | 2,6           | 3        |
| 1933 | 1,62          | 1        |
| 1936 | 1,33          | 0        |

Notater
1. Valgsamarbejde med Høyre.
2. Valgsamarbejde med Nasjonal Samling.
3. Valgsamarbejde med Fedrelandslaget.